# Der Weg des Todes
Der Weg des Todes è un film muto del 1917 diretto da Robert Reinert.

## Trama
Il Conte e la Contessa hanno lasciato la campagna per stabilirsi in un castello con una vecchia prigione.